# Emblema da União Africana

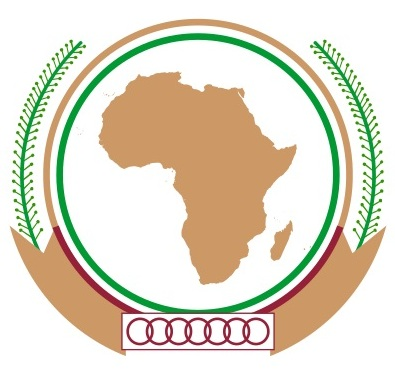
Emblema que vem da antiga bandeira da União Africana.

O Emblema da União Africana é constituído por duas folhas de palma que envolvem um círculo exterior dourado em alusão à Paz. O círculo dourado simboliza a prosperidade e o futuro brilhante de África, enquanto que o círculo interior verde representa as aspirações e expectativas Africanas. A cor branca é sinónima da pureza do desejo de África de ter amigos genuínos por todo o mundo. O mapa do Continente Africano sem fronteiras no círculo interior significa a unidade Africana, e os pequenos anéis vermelhos entrelaçados, são simbólicos da solidariedade Africana e do derramamento de sangue pela libertação de África.